# Alicamento

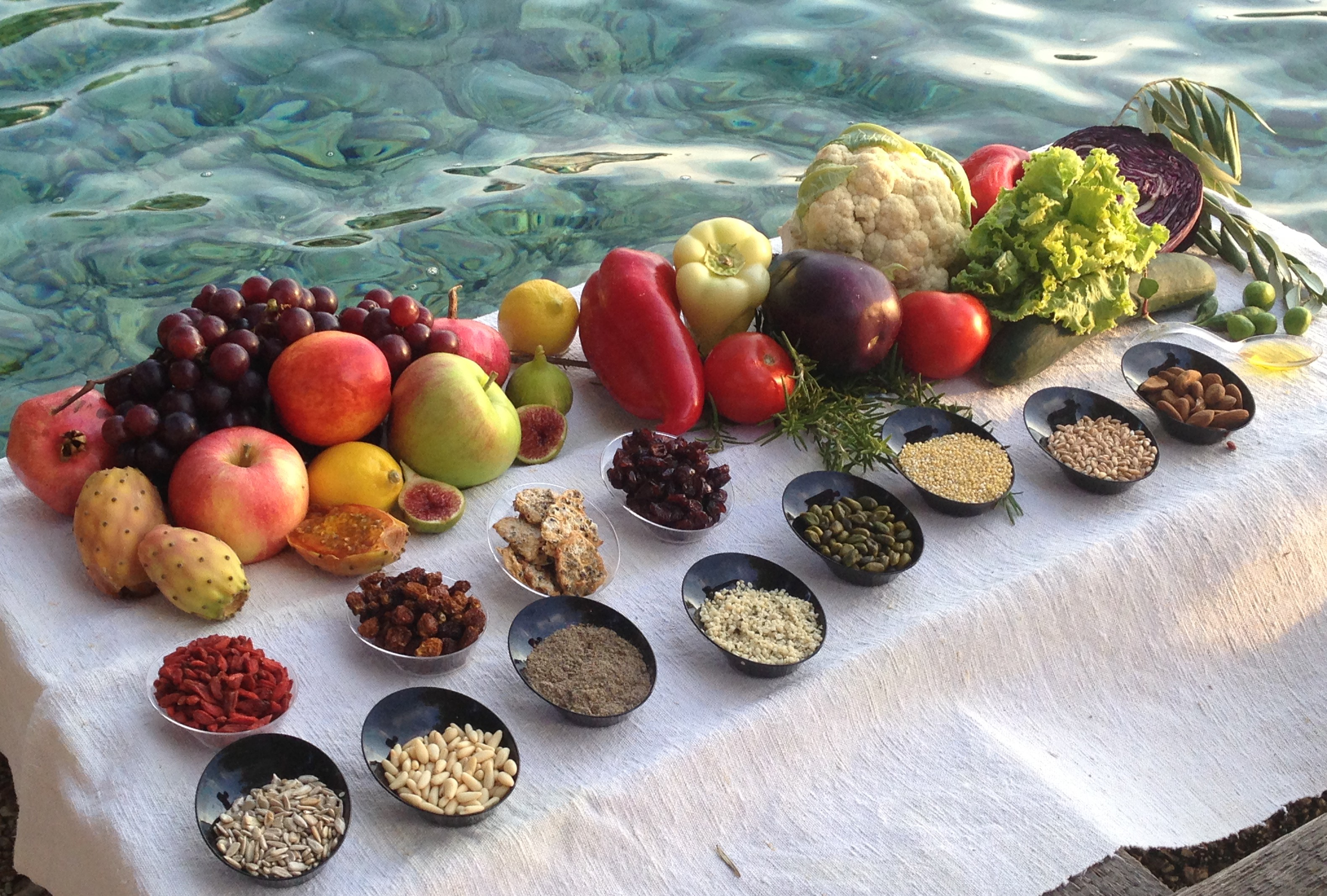
Bacche, semi, frutta e verdura sono alcuni esempi di alicamenti

Gli alicamenti sono alimenti raccolti nel giusto tempo di maturazione per essere digeriti e integrati con la massima assimilazione dei nutrienti, naturalmente presenti.
Si tratta di alimenti privi di manipolazioni genetiche, presenti sul mercato esattamente come in natura senza essere arricchiti con minerali, vitamine o fibre.
La loro peculiarità risiede nell'alto contenuto di certi nutrienti (acidi grassi insaturi, fibre alimentari o oligoelementi) rispetto ad altri alimenti.
Il latte materno viene considerato il primo alicamento, perché contiene tutti gli elementi nutrizionali necessari per i processi di crescita cellulare, cerebrale, neurovegetativa, ossea e immunitaria del neonato. Se inseriti in un corretto regime alimentare e nell'ambito di uno stile di vita sano, gli alicamenti favoriscono l'efficienza nutrizionale dei sistemi biologici e stimolano la regolazione dei processi fisiologici.
Gli alimenti ottenuti dalla lavorazione degli alicamenti, come ad esempio olii, semi decorticati e farine vengono più propriamente detti derivati di alicamenti.

## Origini del nome
Sembra che la parola alicamento, dal francese "alicament", sia un termine coniato in Francia nell'Ottocento. Deriva dalla crasi delle parole alimento e medicamento ed è stata molto utilizzata in letteratura da vari autori, italiani e stranieri.